# 壽桃牌

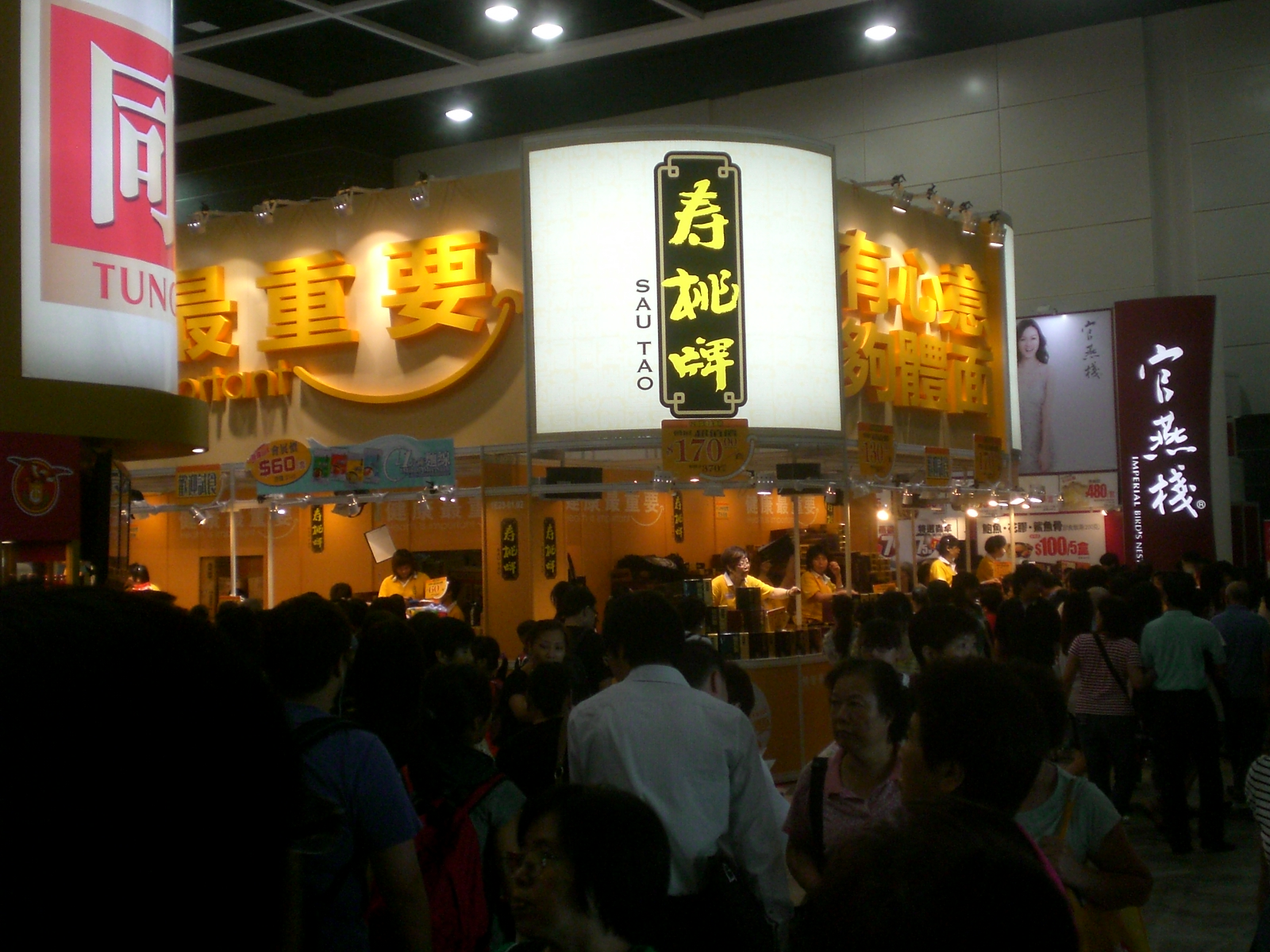
壽桃牌於香港美食博覽的攤位

壽桃牌是香港公司新順福所代理的食品。商品有包含的各類麵食及中華調味料。
其中麵食方面主要分為鮮麵、即食麵、碗麵、傳統中華麵及禮盒超過150款產品，著名品类包括瑶柱面、虾子面、鮑魚麵。
壽桃牌曾先後獲頒發多個獎項，包括 2000年“香港十大名牌”、“百佳食物衛生檢定獎”、2004年“超級品牌”等。

## 外部連結
- 壽桃牌 （页面存档备份，存于）